# Gmina Przodkowo

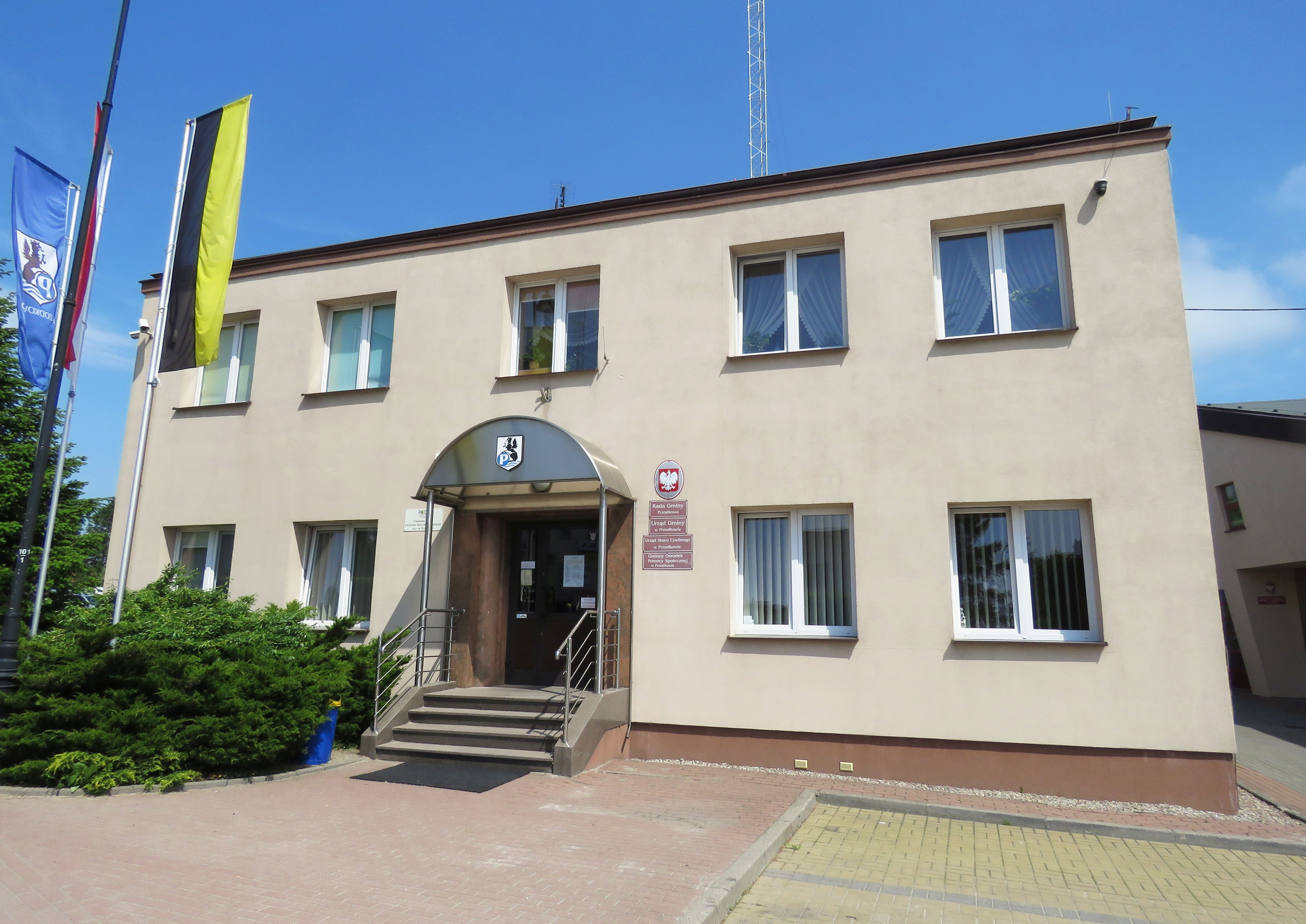
Gemeindehaus

Die Gmina Przodkowo (deutsch Seefeld, kaschubisch Przodkòwò) ist eine Landgemeinde im Powiat Kartuski der polnischen Woiwodschaft Pommern. Ihr Sitz ist das gleichnamige Dorf mit 1961 Einwohnern (Stand 31. März 2011).

## Gemeinde
Zur Landgemeinde (gmina wiejska) Przodkowo gehören 15 Orte (deutsche Namen bis 1945) mit einem Schulzenamt (sołectwo):
- Hopy (Hoppen)
- Kawle Dolne (Kable)
- Kczewo (Exau)
- Kłosowo (Klossau)
- Kobysewo (Kobissau)
- Kosowo (Kossowo)
- Pomieczyno (Pomietschin, 1939–1945 Pomiszyn)
- Przodkowo  (Seefeld)
- Przodkowo Działki
- Rąb (Romb)
- Smołdzino (Smolsin)
- Szarłata (Charlotten)
- Tokary (Tockar)
- Warzenko (Warschenko)
- Załęże (Zalensee, 1939–1945 Zalense)

Weitere Ortschaften der Gemeinde sind:
- Bagniewo (Teufelsbruch)
- Barwik (Barwick)
- Bielawy (Bilawi)
- Brzeziny
- Buczyno
- Bursztynik
- Czarna Huta (Schwarzhütte)
- Czeczewo
- Gliniewo
- Hejtus
- Kawle Górne
- Kłosowo-Piekło
- Kłosowo-Wybudowanie
- Kłosówko
- Krzywda
- Masłowo (Butterfaß)
- Młynek
- Nowe Tokary
- Osowa Góra (Ossowagora)
- Otalżyno (Ottalsin)
- Piekiełko
- Pomieczyno Małe
- Przodkowo-Wybudowanie
- Sośniak
- Stanisławy (Stanislawi)
- Tokarskie Pnie
- Trzy Rzeki
- Warzeńska Huta
- Wilanowo (Willanowo)
- Załęskie Piaski